# حسین حوثی
حسین بدرالدین حوثی (به عربی: حسين بدر الدين الحوثي) (۲۰ اوت ۱۹۵۹ – ۱۰ سپتامبر ۲۰۰۴) روحانی شیعهٔ زیدی و سیاستمدار یمنی بود. او عضو مجلس یمن از حزب الحق بین سال‌های ۱۹۹۳ تا ۱۹۹۷، رهبر زیدیان یمن تا سال ۲۰۰۴ و بنیان‌گذار جنبش حوثی‌ها بود.
وی که از پشتوانهٔ مذهبی و قبیله‌ای گسترده در مناطق شمالی یمن برخوردار بود، نقش مهمی نیز در سازماندهی فعالیت‌ها علیه دولت یمن داشت. جنبش حوثی‌ها نام خود را از روی نام وی برگرفته‌اند.

## زندگی
حسین حوثی، زاده ۲۰ اوت ۱۹۵۶ در استان صعده یمن است. او برادر یحیی حوثی و عبدالملک الحوثی بود. ادعا می‌شود که وی به همراه پدر خود بدرالدین حوثی و برادر کوچکترش عبدالملک حوثی، مدتی را در قم سپری کردند و خود وی ارتباط نزدیکی با سید علی خامنه‌ای و سید حسن نصرالله داشت.

## فعالیت سیاسی
حسین حوثی، نفر نخست شورش حوثی‌ها بود. وی همچنین جنبش حوثی‌ها که گروهی مخالف ایالات متحدهٔ آمریکا و اسرائیل است را بنیان‌گذاری کرد. هواداران این گروه، دولت یمن را که ارتباط نزدیکی با عربستان سعودی داشت به حمایت از ایالات متحده و اسرائیل، متهم می‌سازند. نام قبلی این جنبش، شباب‌المؤمنین بود.

## مرگ
در ۱۸ ژوئن ۲۰۰۴، پلیس یمن، ۶۴۰ نفر از هواداران وی که در مقابل مسجد صنعا دست به تظاهرات زده بودند را دستگیر کرد. دو روز بعد، دولت یمن، پاداش ۵۵۰۰۰ دلاری برای دستگیری او مژده داد. در ماه ژوئیه، ارتش یمن، ۲۵ تن از نزدیکان وی را کشت و پاداش برای دستگیری او را به ۷۵۰۰۰ دلار افزایش داد و پس از چند ماه جنگ میان دولت وقت یمن مورد حمایت عربستان سعودی و حوثی‌ها، وزارت دفاع یمن، با انتشار بیانیه‌ای، خبر کشته شدن وی را در ۱۰ سپتامبر ۲۰۰۴ منتشر کرد. پدر وی نیز بدرالدین حوثی که از روحانیون با نفوذ یمن بود، پس از مرگ او، برای مدت اندکی، رهبر حوثی‌ها بود.
پس از برکناری علی عبدالله صالح، بقایای کالبد وی در ۵ ژوئن ۲۰۱۳ تحویل حوثی‌ها شد و در مراسمی با حضور چندصدهزار تن در صعده خاکسپاری شد. در این مراسم دولت سعی در مانع‌تراشی داشت.